# Voo BOAC 911
O voo BOAC 911 foi um voo regular da BOAC entre o  Aeroporto de Londres-Heathrow e o Aeroporto Internacional Kai Tak com escalas para o Aeroporto Internacional Pierre Elliott Trudeau de Montréal, o Aeroporto Internacional de São Francisco, o Aeroporto Internacional de Honolulu, o Aeroporto de Fukuoka e o Aeroporto Internacional de Tóquio.
Em 5 de março de 1966, a aeronave que operava o voo, um Boeing 707, sofreu uma falha estrutural causada por uma violenta turbulência, após decolar de Tóquio, perto do Monte Fuji.

## Aeronave
A aeronave envolvida no acidente foi um Boeing 707-436 com o prefixo aeronáutico G-APFE, alimentado por quatro motores Rolls-Royce Conway 508. Fez seu primeiro voo em 1 de abril de 1960. No momento do acidente, acumulou 19 523 horas de voo e 6 744 pousos.

## Acidente
O voo BOAC 911 chegaria ao aeroporto de Tóquio às 16h45 do dia 4 de março, mas devido às condições climáticas adversas e ao fato de que o radar de precisão para a abordagem estava fora de ordem desviado para Fukuoka, onde chegou às 18h. No dia seguinte, às 11h25, o Boeing decolou para Tóquio seguindo as regras do voo por instrumentos e mantendo uma altitude de cruzeiro de 29 000 ft (8 840 m). O avião pousou em Tóquio sem nenhuma anomalia sendo registrada. Às 13h58, o Boeing decolava regularmente para o aeroporto de Hong Kong.
A última conversa de rádio com a torre de controle de Tóquio foi gravada às 14h.

## Investigação
Uma comissão de inquérito foi nomeada para averiguar as causas do acidente. Os investigadores encontraram nos destroços do avião um Super-8 disparado por um passageiro do voo e contendo a gravação do voo da decolagem ao acidente: o avião sobrevoou a cidade de Gotenba a cerca de 4 900 m (16 100 ft) acima do nível do mar e a uma velocidade incluída entre 320 kn (593 km/h) e 370 kn (685 km/h); imediatamente depois, dois quadros são pulados, seguidos por imagens confusas do interior da aeronave, logo após o término do registro.
A análise de detritos era compatível com a desintegração da estrutura do avião quando ainda estava no ar. Os danos sofridos pelo gravador de dados de voo não permitiram que a comissão obtivesse informações do dispositivo.
A conclusão alcançada pelos investigadores foi que o Boeing 707 encontrou imediatamente após a decolagem uma turbulência violenta em um céu perfeitamente claro que o fez exceder os limites estruturais da aeronave.
Os quadros ausentes no filme do passageiro seriam de fato causados por uma aceleração violenta da ordem de 7,5 g (de acordo com testes de laboratório). Os testes de autópsia dos passageiros revelaram que a causa da morte foi uma violenta desaceleração do avião em voo. A teoria é confirmada pelo fato de que uma quantidade considerável de combustível se moveu do tanque central para o tanque dianteiro.

## Consequências
Entre as vítimas do acidente, 75 fornecedores americanos da Thermo King, uma empresa de Minneapolis especializada na produção de sistemas de refrigeração, que estavam fazendo uma viagem de duas semanas ao Japão e ao Sudeste Asiático, paga pela empresa. Dos 75 funcionários, havia 26 casais que deixaram um total de 63 crianças órfãs.
O acidente do voo 911 é um dos quatro acidentes envolvendo voos regulares para o Japão em 1966. Isso criou um clima de desconfiança entre os passageiros e a Japan Airlines e a All Nippon Airways tiveram que cancelar alguns voos domésticos devido à demanda reduzida.
Alguns passageiros cancelaram suas passagens do voo 911 pouco antes de partirem. Entre eles estavam vários membros da equipe técnica da série James Bond, como Albert Broccoli, Harry Saltzman, Ken Adam, Lewis Gilbert e Freddie Young, que estavam no Japão para encontrar o local onde gravariam o filme Com 007 só se Vive Duas Vezes. No último momento, de fato, decidiram participar de uma demonstração ninja.